# Pats Reiseabenteuer
Pats Reiseabenteuer war ein Comic in der DDR, der von 1967 bis 1991 in der monatlich erschienenen Jugendzeitschrift Atze abgedruckt wurde. Insgesamt erschienen 291 Episoden, damit ist die Serie nach Fix und Fax der am zweithäufigsten veröffentlichte Comic der Zeitschrift.

## Aufbau und Inhalt
Verantwortlich für Pats Reiseabenteuer waren Wolfgang Altenburger, der Chefredakteur des Atze, als Autor und Harry Schlegel als Zeichner.
Hauptfigur Pat war ein Wandergeselle zunächst im Süden Englands, später im Mitteldeutschland der zweiten Hälfte des 19. Jahrhunderts. Während seiner Reisen erlebte er historische Ereignisse mit und begegnete bekannten Personen der Zeitgeschichte. Die Geschichten waren oftmals auch mit einem politischen Hintergrund versehen. Dabei stand Pat stets auf der Seite der Schwächeren und Unterdrückten.
In jeder Episode war außerdem ein Gewinnspiel enthalten. Die Frage lautete dabei immer: Was gab es damals noch nicht? Der Leser musste einen versteckten Anachronismus finden, also einen Gegenstand, ein Bauwerk, eine Aufschrift oder ähnliches, das nicht in die Zeit der Erzählung passte.

## Sonstiges
Neben den monatlichen Bildergeschichten wurden vier Malbücher mit Pat als Hauptfigur veröffentlicht: Pats Malheft, Pats Berlin-Malheft, Pats neues Malheft sowie Pats Feuerwehr-Malbuch. Außerdem erschien in den 1980er Jahren ein Sammelband mit 40 Geschichten aus den Jahren 1968 bis 1977.
In der Mosaik-Ausgabe 387 vom März 2008 hat Hauptfigur Pat einen Cameo-Auftritt.
Pats Reiseabenteuer zählten neben Fix und Fax als beliebteste Reihe in der Zeitschrift Atze. Die zwei Comicserien galten als eigentlicher Kaufgrund für das Heft, die anderen, meist politischen Geschichten des Atze wurden weitaus weniger interessiert wahrgenommen.